# Paul Lévy (journaliste)
Pour les articles homonymes, voir Lévy et Paul Lévy.
Paul Lévy, né le 26 juillet 1876 à Luxembourg et mort le 29 mai 1960 à Paris,, est un journaliste et patron de presse français, également romancier, essayiste et auteur dramatique.

## Parcours
Paul Lévy est le fils d’Émilie Michel (1837-1927), née à Frisange, et de Joseph Lévy (1828-1889), né à Francaltroff.
Avant la Première Guerre mondiale, il est journaliste et polémiste à L'Aurore de Georges Clemenceau de 1901 à 1907, à L’Echo de Paris de 1907 à 1912, à Paris-Journal de 1913 à 1914 (sous la direction d’André Vervoot), au Phare de la Loire de 1915 à 1919, à L’Eclair, au Journal et à L'Intransigeant de 1915 à 1920.
Il fonde en 1918 l'hebdomadaire illustré Aux Écoutes, qui lui survécut jusqu'en 1969. Cet hebdomadaire, à ses débuts, était anti-allemand et fermement opposé à la politique pacifiste d'Aristide Briand. En 1933, ce journal fit même campagne pour une guerre préventive contre la nouvelle Allemagne hitlérienne.
Lévy lance le 22 avril 1933 Le Rempart, « indépendant du pouvoir et de tous les pouvoirs, tel est ce libre journal », comme l'annonce sa devise. Parmi les contributeurs, on trouve Maurice Blanchot, Thierry Maulnier et Jean-Pierre Maxence. Le journal prend fin au 236e numéro (12 décembre), remplacé par Aujourd’hui (à partir du 14 décembre), quotidien illustré de nombreuses photographies qui disparaît rapidement après les événements de février 1934 et l'affaire Stavisky. Plusieurs auteurs y contribuent de manière anonyme, comme Michel Mardore pour le cinéma.
Il nomme ensuite Maurice Blanchot rédacteur en chef en 1934 de Aux Écoutes, poste que celui-ci occupe jusqu’en 1937.
En juillet 1940, Blanchot qui a rapidement obtenu l’autorisation des autorités de faire reparaître Aux Ecoutes à Clermont-Ferrand y assume les fonctions de « Directeur » pour trois numéros (13, 20 et 27 juillet 1940) puis, Paul Levy ayant repris dans l’anonymat la direction des trois numéros suivants (3, 10 et 17 août 1940), Pierre Laval prend un décret qui interdit le journal. En novembre 1940, Blanchot et sa sœur préviennent Paul Lévy de son arrestation imminente. Il se cache alors avec sa femme dans le Sud de la France.
Après la Seconde Guerre mondiale il relance Aux Écoutes, dont il fera un organe polémique très opposé au général de Gaulle et à sa politique de décolonisation.
Paul Lévy a été l'un des rares patrons de presse à ouvrir après la guerre les colonnes de son journal à l'écrivain antisémite Louis-Ferdinand Céline, alors en fuite à l'étranger. Il a aussi entretenu avec lui une longue correspondance.

### Famille
Il est le père de l'avocat Thierry Lévy qui repose avec lui au cimetière de Passy (division 10).

## Publications
- Au temps des grimaces, Nagel, 1948
- Journal d'un exilé, Grasset, 1949

### Sources
- Histoire générale de la presse française, tome 3 : de 1871 à 1940, Paris, PUF, 1972  (ISBN 978-2130321491)
- Henry Coston, Dictionnaire de la politique française, 1967[réf. nécessaire]